# Festival SOY
Le festival SOY est un festival consacré aux musiques rock indépendant, anti-folk, post-punk, electronica, pop-rap et post-rock.
Le festival se déroule dans différents lieux de la ville de Nantes et de son agglomération (entre autres Stereolux, Le Lieu unique, le château des Ducs de Bretagne, la Maison de quartier de Doulon, le Blockhaus DY10, le passage Sainte-Croix, le Ferrailleur, le Pannonica, la Barakason (Rezé), le Violon Dingue, le Stakhanov, le Floride, le Planétarium...). Le festival est organisé par l'association Yamoy', association créée en 1999 qui organise des concerts à Nantes et donne son nom à l'événement, Sounds Of Yamoy'.
Le festival a lieu chaque année aux alentours du 1er novembre. La première édition s'est déroulée en 2003. La dixième s'est déroulée du 31 octobre au 4 novembre 2012. La dernière se tient du 1er au 3 novembre 2019.

## Années 2000

### Pre SOY (2001)
Billy Mahonie, Purr, My Own, Pull

### SOY 1 (2003)
Groupes/Artistes : Why?, Tepr, Matt Elliott, Manyfingers
Dates : 31 octobre et 1er novembre
Lieu : la Trocardière (Rezé)

### SOY 2 (2004)
Groupes/Artistes : Old Time Relijun, Julie Doiron, Zu, Flotation Toy Warning, Minor Majority, Victory Hall, Thomas Belhom, Park Attack, Encre, My Name is Nobody, Ichabod Crane, Bocage.
Dates : du 26 au 31 octobre
Lieux : le Théâtre Universitaire, l'Underground, le Blockhaus DY10, le Live Bar

### SOY 3 (2005)
Groupes/Artistes : Dirty Three, Josh Pearson, Animal Collective, Elysian Fields, Berg Sans Nipple, Piano Magic, Fruitkey, Tazio and Boy, Trumans Water, Friction, Room 204, Dirge
Dates : du 28 au 31 octobre
Lieux : le Théâtre Universitaire, le Gimmick's, la Barakason (Rezé), le Live Bar

### SOY 4 (2006)
Groupes/Artistes : Howe Gelb, Carla Bozulich, Hrsta, Grizzly Bear, Part Chimp, Jel, Charlottefield, Half Asleep, The Healthy Boy, Brian Straw, Lichens, Bird Show, Marissa Nadler, Kria Brekkan, Cyann & Ben
Dates : du 26 au 29 octobre
Lieux : l'Olympic, le Planétarium, le Live Bar, le Bobard, la MJC Bouvardière (Saint-Herblain), le Pannonica

### SOY 5 (2007)
Groupes/Artistes : Zita Swoon, Stanley Brinks (aka Andre Herman Düne), Zëro, Rhys Chatham Guitar Trio, Califone, SJ Esau, Port Royal, Jackie-O Motherfucker, the Sunburned Hand of the Man, Belone Quartet, le Volume Courbe, Joanne Robertson, Seth Faergolzia, Strategy, Reanimator, Dufus, J&L Defer.
Dates : du 27 au 31 octobre
Lieux : Maison de Quartier de Doulon, Café Grimault, le Pannonica, le Bobard, le Ferrailleur, le Planétarium, Pôle Universitaire - Université de Nantes, le Violon Dingue

### SOY 6 (2008)
Groupes/Artistes : Why?, Son Lux, Volcano!, Acid Mothers Temple, No Age, Neptune, The Oscillation, Dwayne Sodahberk, Stearica, Pillars and Tongues, Chris Corsano & Mick Flower, Daniel Higgs, NLF3, Eric Chenaux, Six Organs of Admittance, Worrier, Skyphone, The Sight Below, CJ Boyd, Chris Garneau.
Dates : du 30 octobre au 2 novembre
Lieux : le Violon Dingue, la Barakason (Rezé), le Planétarium, le Dix, le Bobard, le Floride, Museum d’Histoire Naturelle, Café Grimault, le Pannonica

### SOY 7 (2009)
Groupes/Artistes : Animal Hospital, Action Beat, Soap&Skin, Do Make Say Think, Part Chimp, Themselves, HEALTH, Clues, Thank You, Voice of the Seven Woods, Skeletons, Room 204, Fordamage, Benoit Pioulard, James Blackshaw, Matteah Baim, Pictureplane, Get Back Guinozzi, All in the Golden Afternoon, Mountains, Charles Spearin - The Happiness Project, Stars Like Fleas, Glenn Jones, Alexis Gideon.
Dates : du 29 octobre au 1er novembre
Lieux : Musée des Beaux-Arts, Bâtiment de Bitche, Espace Simone de Beauvoir, le Floride, Museum d’Histoire Naturelle, l'Hurluberlu, le Lieu Unique, le Violon Dingue, Salle Paul Fort

## Années 2010

### SOY 8 (2010)
Groupes/Artistes : Liars, Tame Impala, Turzi, The Chap, Mice Parade, Spectrum, Karaocake, Dosh, Bellini, The Cesarians, Sun Araw, Frànçois and The Atlas Mountains, Rocketnumbernine, Blank Dogs, Lazer Crystal, Yeti Lane, US Girls, Alexander Tucker, Katadreuffe, Setting Sun, les Trucs.
Dates : du 28 au 31 octobre
Lieux : Musée des Beaux-Arts, le Pannonica, les Ateliers de Bitche, Château des Ducs de Bretagne, le BPM, le Floride, le Lieu Unique, le Violon Dingue

### SOY 9 (2011)
Groupes/Artistes : Bonnie Prince Billy, KXP, Dirty Beaches, Silver Apples, Cannibales & Vahinés, Fire!, Rachel Grimes, les Marquises, Icon-A-Class, Gala Drop, Oren Ambarchi, Lawrence English, Rene Hell, Eternal Tapestry, Kit, Schnaak, Three Trapped Tigers, Astrïd, Necro Deathmort, Cian Nugent, Steve Gunn, Luc Rambo, Chausse Trappe, Thee Verduns.
Dates : du 27 au 31 octobre
Lieux : Trempolino, Le Floride, Château Des Ducs De Bretagne, Le Violon Dingue, Maison Des Compagnons, Le Lieu Unique, Le Blockhaus Dy10, Stereolux

### SOY 10 (2012)
Groupes/Artistes : Godspeed You! Black Emperor, Die! Die! Die!, Lotus Plaza, Jonathan Fitoussi, Barn Owl (en), Gareth Dickson, Dope Body (en), Carlton Melton, Here We Go Magic, 2kilos &More + Black Sifichi, Micachu, Six Organs of Admittance, Quintron & Miss Pussycat (en), Sven Kacirek, Pete Swanson, BRNS, Lotus Plaza, Gareth Davis/Machinefabriek, Jefre Cantu-Ledesma, My Disco, Peepholes, Skoal Kodiak, Lichens, Joe McKee, Verity Susman.
Dates : du 31 octobre au 4 novembre
Lieux : la Médiathèque Jacques Demy, Stereolux, le Lieu Unique, Château des Ducs de Bretagne, Passage Saint-Croix, Maison de l’Erdre, le Stakhanov 

### SOY 11 (2013)
Groupes/Artistes : Yo La Tengo, Tristesse Contemporaine, The Fall, Popstrangers, Mykki Blanco, Christina Vantzou, Will Samson, Michel Cloup duo, Richard Dawson, Throes & the Shine, The Haxan Cloak, Jerusalem in My Heart (en), Gentle Friendly, Aluk Todolo, Helm, Mendelson, Orval Carlos Sibelius, Jackson Scott, Julianna Barwick, Masaki Batoh, Sean Nicholas Savage (en), Julia Holter, Chris Forsyth, Moodie Black, Guido Möbius, la Colonie de Vacances.
Dates : 26 octobre (concert pré-Soy) puis du 30 octobre au 3 novembre
Lieux : le Lieu unique, Médiathèque Jacques Demy, le Ferrailleur, Maison de quartier de Doulon, Museum d'histoire naturelle, Livresse, Stereolux, Château des ducs de Bretagne, Passage Sainte-Croix, Maison de l'Erdre

### SOY 12 (2014)
Groupes/Artistes : Sebadoh, Lee Ranaldo, James Yorkston, Colin Stetson, Son Lux, Perfect Pussy, Ought, Lower, Carla Bozulich, Je Suis le Petit Chevalier, Container, Ed Schrader's Music Beat, Girl Band, Gum Takes Tooth, His Electro Blue Voice, Johnny Hawaii, Lee Noble, Lushes, Noveller, Peter Walker, Rashad Becker, Robedoor, Fairhorns, Steve Hauschildt, Vundabar, Younghusband
Dates : du 29 octobre au 2 novembre
Lieux : Médiathèque Jacques Demy, Stereolux, Chapelle de l’Oratoire, le Lieu Unique, Passage Sainte Croix, Château des Ducs de Bretagne, Museum d’Histoire Naturelle, les Charbonniers, les Ateliers de Bitche, la Maison de L’Erdre, le Café du Cinéma, le Ferrailleur 

### SOY 13 (2015)
Groupes/Artistes : Ariel Pink, Suuns and Jerusalem in my Heart, Girls Names, Blurt, Protomartyr, François Virot, Ryley Walker, Group A, Eddy Crampes, Father Murphy, J Fernandez, Skull Defekts, Jack Name, Cut Hands, Burnt Ones/Creeping Pink, Fist City, Bronze, Scorpion Violente, Paper Dollhouse, Rats on Rafts, Pye Corner Audio, Eartheater, Demian Castellanos, Speedy Ortiz, the Wharves
Dates : du 28 octobre au 1er novembre
Lieux : Stereolux, le Lieu Unique, Château des Ducs de Bretagne, Maison de quartier de Doulon, le Blockhaus DY10, Médiathèque Jacques Demy, Passage Sainte Croix, chez Madame Rêve

### SOY 14 (2016)
Groupes/Artistes : Suuns, Tortoise, Tyondai Braxton, Tim Hecker, Matmos, Cate Le Bon, Sister Iodine, Not Waving, Cold Pumas, Kaitlyn Aurelia Smith, Mike Cooper, Bruit Noir, Perio, Harmonious Thelonious, Tellavision, Tropa Macaca, Shame, Lorelle Meets The Obsolete, Grumbling Fur, Horse Lords, Blood Sport, Casual Hex, Elysia Crampton, Ignatz / Vitas Guerulaitis, Guili Guili Goulag
Dates : du 26 au 30 octobre
Lieux : le Lieu Unique, Stereolux, les Ateliers de Bitche, Médiathèque Jacques Demy, Maison Fumetti, Maison de quartier de Doulon, Atlanbois, Maison de l'Erdre, La Cale 2 Créateurs

### SOY 15 (2017)
Groupes/Artistes : Ride, Kevin Morby, Chad VanGaalen, Julien Gasc, Big ‡ Brave, Jessica Moss, Seabuckthorn, Blanck Mass (en), Orson Hentschel, Trupa Trupa, Carl Stone, Loscil, Accident du travail, Fennesz, Zombie Zombie, John Maus (en), Rhys Chatham + Will Guthrie, Tonstartssbandht (en), Jessica93, Mary Ocher, Doppeltgänger, Guillaume Marietta, Cotillon, PuceMary, Larsen, Charlotte Bendiks, Petit Fantôme, Micah P. Hinson (en)
Dates : du 25 au 29 octobre
Lieux : le Lieu Unique, Stereolux, Maison de quartier de Doulon, Musée d'Arts, le Nid, Centre Chorégraphique National de Nantes, Galerie Mira, Pôle Universitaire - Université de Nantes, Pioche

### SOY 16 (2018)
Groupes/Artistes : The Courtneys (en), Andy Shauf, Rolling Blackouts Coastal Fever, Olden Yolk, En Attendant Ana, Anne Müller, Saåad, Flohio, Black Midi, FAKA, Marie Davidson, Lydia Lunch et Jochen Arbeit, Pigs Pigs Pigs Pigs Pigs Pigs Pigs, Here Lies Man, Bambara, Yonatan Gat (en), Crack Cloud, Escape-Ism (Ian Svenonius), Keith Fullerton Whitman, Martina Lussi, Shannon Lay, The KVB, Rodrigo Amarante, Kate NV, Halo Maud, Succhiamo.
DJ : DJ Discolowcost, Parades, Rosa Vertov
Dates : du 31 octobre au 4 novembre
Lieux : Trempolino, Stereolux, Museum d'histoire naturelle, Lieu Unique, Bras de Fer, Ateliers de Bitche, Musée d'arts, Maison Fumetti, Maison de Quartier de Doulon, Bateaux Nantais

### SOY 17 (2019)
Groupes/Artistes  Thurston Moore Band, Weyes Blood, Priests, Oiseaux-Tempête & Friends, Sarah Davachi (en), Deaf Center, Mary Lattimore, Hyperculte, Squid, Corridor, Soho Rezanejad, Derya Yildirim & Grup Şimşek, Prison Religion, Arrington de Dionyso (en), De Ambassade
DJ : Discolowcost, Rosa Vertov
Dates : du 1er au 3 novembre
Lieux : Lieu Unique, École des Beaux-Arts Nantes-St Nazaire, Maison de quartier de Doulon, Maison de l'Erdre, Blockhaus DY10, Bateaux Nantais